# الهيئة الدائمة المستقلة لحقوق الإنان في منظمة التعاون الإسلامي
الهيئة الدائمة المستقلة لحقوق الإنسان الهيئة
هيئة خبراء استشارية أسستها منظمة التعاون الإسلامي لتكون جهازا أساسيًا يعمل بشكل مستقل في مجال حقوق الإنسان.
يشير برنامج العمل العشري الذي اعتمدته القمة الإسلامية الاستثنائية الثالثة في مكة المكرمة، المملكة العربية السعودية ، يومي 7 و 8 ديسمبر 2005 إلى الخطوط العريضة لإنشاء آلية حقوق إنسان فعالة ومستقلة، ونتيجة لذلك، نص الميثاق الجديد للمنظمة، الذي اعتمدته القمة الإسلامية الحادية عشرة في داكار يومي 13 و 14 مارس 2008، على إنشاء الهيئة. تم إطلاق الهيئة رسميًا باعتماد نظامها الأساسي خلال الدورة الثامنة والثلاثين لمجلس وزراء الخارجية في أستانا، كازاخستان، في الفترة من 28 إلى 30 يونيو 2011. 
في عام 2014، قررت الدورة الحادية والأربعون لمجلس وزراء الخارجية إنشاء مقر الهيئة في جدة. وتم نقل أمانة الهيئة إلى مبنى مستقل جديد قدمته المملكة العربية السعودية في مارس 2017. 

## الرؤية
منذ دورتها العادية الأولى، اعتمدت الهيئة خمسة مبادئ توجيهية لعملها: التكامل، التأمل، تحديد الأولويات، النهج التدريجي، والمصداقية. كما حددت الهيئة مجالات الأولوية في عملها، وتشمل: حقوق المرأة، حقوق الطفل، التثقيف في مجال حقوق الإنسان، الحق في التنمية، مكافحة الإسلاموفوبيا، دعم الأقليات المسلمة، وقضية فلسطين. وفي إطار ولايتها، قدمت الهيئة برامج مساعدة للدول الأعضاء في مجالات متنوعة من حقوق الإنسان، مثل مراجعة التشريعات المحلية وإعدادها بما يتوافق مع التزاماتها بموجب الصكوك الدولية. تقديم الدعم في إعداد وتنفيذ قوانين حقوق الإنسان وغيرها من التشريعات ذات الصلة. 

## الرسالة والأهداف
تغطي أهداف وولايات الهيئة مجموعة واسعة من الأنشطة، بما في ذلك ما يلي: 
- تقديم المشورة لصانعي السياسات والقرارات في المنظمة حول جميع قضايا حقوق الإنسان.
- إعداد الدراسات والبحوث في مجال حقوق الإنسان.

- تعزيز حقوق الإنسان والحريات الأساسية في الدول الأعضاء. كما تعمل الهيئة على دعم الحقوق الأساسية للجماعات والمجتمعات المسلمة في الدول غير الأعضاء، مع الالتزام بالمعايير الدولية لحقوق الإنسان والقيم الإسلامية التي تعزز العدالة والمساواة.

- تنمية وتعزيز حقوق الإنسان في الدول الأعضاء من خلال تقديم التعاون التقني، المساعدة، والتوعية في مجال حقوق الإنسان.

- تعزيز الحوار بين الأديان والثقافات كوسيلة لتعزيز السلام والوئام بين الحضارات وتقديم الصورة الحقيقية للإسلام.

- تقديم الدعم للدول الأعضاء ومؤسساتها الوطنية، بما يشمل منظمات المجتمع المدني المعتمدة، لتعزيز وحماية حقوق الإنسان بشكل مستقل.

- مراجعة صكوك حقوق الإنسان التابعة للمنظمة، والتوصية بتعديلات عليها أو اقتراح آليات ومواثيق جديدة عند الضرورة.
- تعزيز التعاون مع الهيئات ذات الصلة في الأمم المتحدة، ومنظمة التعاون الإسلامي، وآليات حقوق الإنسان الإقليمية.[2]

## تشكيلة أعضاء الهيئة: التكوين والانتخاب
ضم الهيئة 18 عضوًا متميزًا في مجال حقوق الإنسان يتم انتخابهم وفقًا لمبدأ التمثيل الجغرافي العادل (عضو من كل منطقة جغرافية: المجموعة الإفريقية، المجموعة العربية، والمجموعة الآسيوية). مع مراعاة التوازن بين الجنسين، ترشح الحكومات المعنية أعضاء الهيئة، ويقوم مجلس وزراء خارجية المنظمة بانتخابهم لمدة ثلاث سنوات قابلة للتجديد مرة واحدة بعد انتخابهم، يؤدي الأعضاء مهامهم في الهيئة بصفتهم الشخصية والمستقلة.

## الموضوعية والاستقلال
تتبع الهيئة القواعد والمعايير والإجراءات المتعارف عليها دوليًا لضمان الموضوعية والاستقلالية والمهنية في أداء المهام الموكلة إليها. يتعين على كل عضو من أعضاء الهيئة عند انتخابه إصدار بيان رسمي يتعهد فيه بالقيام بمسؤولياته بأعلى درجات المهنية والإخلاص والاستقلالية والنزاهة، والعمل على تعزيز سلطتهم المعنوية ومصداقيتهم بعيدًا عن أي تأثير خارجي. يُمنع أعضاء الهيئة من تلقي تعليمات من أي دولة، بما في ذلك بلدانهم الأصلية، أو من أي جهة ثالثة.

## آلية عبر إقليمية بأبعاد عالمية
تتميز الهيئة بمجموعة من المزايا الفريدة مقارنة بمثيلاتها القائمة. مع انتشار دولها الأعضاء في أربع قارات، وتغطية معظمها بالآليات الإقليمية وتحت الإقليمية المعنية، تُعد الهيئة آلية حقوق إنسان عبر إقليمية تعزز الطابع العالمي لحقوق الإنسان. كما أن لها بعدا عالميا حيث يمتد دورها متعدد الأوجه إلى قضايا على جدول الأعمال الدولي لحقوق الإنسان، والتي تؤثر في حياة البشر في الدول الأعضاء وغير الأعضاءكما أن لها بُعدًا عالميًا، حيث يمتد دورها متعدد الأوجه إلى قضايا تهم جدول الأعمال الدولي لحقوق الإنسان، وتؤثر في حياة الأفراد في الدول الأعضاء وغير الأعضاء. بينما تتعاون الهيئة مع جميع الآليات ذات الصلة، تسعى لتجنب الازدواجية من خلال التركيز على مجالات التكامل والقيمة المضافة، مع التركيز على الجوانب التصحيحية لتعزيز وحماية حقوق الإنسان. 

## النشاطات
منذ إنشائها عام 2011، تمكنت الهيئة في فترة زمنية قصيرة من إثبات وجودها وجدواها كجهاز مستقل لحقوق الإنسان يتمتع بصيت وحضور دوليين. كما أبرزت أهمية وقيم الدين الإسلامي وتعاليمه في مواجهة التحديات الجسيمة التي تواجه البشرية في العصر الحاضر. 
تتولى الهيئة، وفقًا لنظامها الأساسي وقواعدها الإجرائية، تنظيم أنشطة سنوية تشمل دورتين عاديتين تُعقد خلالهما اجتماعات فرق عملها الأربع: فلسطين، الإسلاموفوبيا والأقليات المسلمة، حقوق المرأة والطفل، والحق في التنمية. ، كما تعقد الهيئة مناقشات مواضيعية تتناول قضايا معاصرة تشغل العالم الإسلامي، وتصدر عن كل دورة وثائق ختامية شاملة تتضمن توصيات عملية. ويمكن الاطلاع على الوثائق والتوصيات من خلال الرابط https://oic-iphrc.org/ar/sessions
وتنفيذًا للتكليف الموكول إليها من مجلس وزراء الخارجية، أنشأت الهيئة آلية دائمة لرصد انتهاكات حقوق الإنسان في كشمير تحت الاحتلال الهندي. بالإضافة إلى ذلك، أنشأت الهيئة عددًا من اللجان الفرعية التي تُعنى بإعداد دراسات مواضيعية مهمة ومحددة. كما تنظم الهيئة سنويًا ندوة دولية تتناول إحدى القضايا الأساسية في مجال حقوق الإنسان، والتي تحظى بأهمية خاصة للدول الأعضاء في المنظمة. ويمكن الاطلاع على الوثائق الختامية لهذه الندوات من خلال الرابط https://oic-iphrc.org/ar/seminars
تشارك الهيئة بشكل منتظم في دورات مجلس حقوق الإنسان التابع للأمم المتحدة، وأشغال الجمعية العامة للأمم المتحدة، والاجتماعات الكبرى الدولية والإقليمية المتعلقة بحقوق الإنسان. وذلك لنقل رؤاها بشأن القضايا ذات الصلة التي تهم منظمة التعاون الإسلامي. ما تتفاعل الهيئة، وفقًا لنظامها الأساسي، وتتعاون بانتظام مع الهيئات الأخرى المعنية بحقوق الإنسان في مختلف المناطق. الإضافة إلى ذلك، تنظم الهيئة بالتعاون مع الإدارات المعنية في الأمم المتحدة ورش عمل تدريبية وتوجيهية تتناول مجموعة واسعة من مواضيع حقوق الإنسان.